# 保勝縣
保胜县（越南语：／）是越南老街省下辖的一个县。面积651.98平方公里，2020年总人口103262人。

## 地理
保胜县北接猛康县，南接文盘县和保安县，东接北河县，西接沙垻市社、老街市和中国云南省。

## 历史
1986年1月11日，当龙社改制为当龙市镇。
1986年1月13日，左陪社和合城社划归老街市社管辖。
2020年2月11日，嘉富社部分区域划归老街市统一坊管辖，富流社并入富流市镇，春胶社部分区域划归当龙市镇管辖。

## 行政区划
保胜县下辖3市镇11社，县莅富流市镇。
- 富流市镇（Thị trấn Phố Lu）
- 丰海农场市镇（Thị trấn nông trường Phong Hải）
- 当龙市镇（Thị trấn Tằng Loỏng）
- 本擒社（Xã Bản Cầm）
- 本阀社（Xã Bản Phiệt）
- 嘉富社（Xã Gia Phú）
- 丰年社（Xã Phong Niên）
- 富润社（Xã Phú Nhuận）
- 山河社（Xã Sơn Hà）
- 山海社（Xã Sơn Hải）
- 泰年社（Xã Thái Niên）
- 池光社（Xã Trì Quang）
- 春胶社（Xã Xuân Giao）
- 春光社（Xã Xuân Quang）

## 对外交流
2018年3月，在中国人民对外友好协会的同意下，保勝縣与中国云南省石屏县缔结为友好城市。